# Boris Ilić
Boris Ilić (Rijeka, 1. svibnja 1957. – Liganj, 15. kolovoza 1998.) je bio hrvatski borac borilačkih vještina iz Rijeke.
Bio je članom riječkog Centra borilačkih vještina Lučkog radnika koji je osnovao i u kojem je bio trenerom. Poslije je trenirao klub Rijeku Tank. Radio je u Rijeci u Rafineriji nafte odnosno kao električar u urinjskoj Energetici.
Osvojio je nekoliko svjetskih odličja u nekoliko borilačkih disciplina. 
1998. je godine poginuo u prometnoj nesreći na motorkotaču.

## Savate karijera
1988. je godine bio svjetskim doprvakom u savateu. 

## Kickboksačka karijera
1989. je godine bio svjetskim doprvakom u full contactu. 1990. je godinu pauzirao zbog ozljede noge.
Dok je mali broj država na svijetu uopće priznao Hrvatsku, osvojio je naslov svjetskog prvaka za Hrvatsku. Bilo je to od 6. do 8. prosinca 1991. na WAKO svjetskom prvenstvu u full contactu i kick boxingu koje se je održalo u Parizu 1991. osvojio je zlato u low kicku. Hrvatska je nastupila kao mlada članica svjetske organizacije WAKO koja je tek nekoliko mjeseca prije primila Hrvatsku. Bila je to prvu zlatna medalja na nekom SP-u za Republiku Hrvatsku. Ilić i drugi hrvatski reprezentativci su na tom prvenstvu izvrsno iskoristili svoju nazočnost za promociju Hrvatske, koja je bila zahvaćena velikosrpskom agresijom i koja se je borila za međunarodno diplomatsko priznanje. Kad se s ostalim reprezentativcima vratio s prvenstva, dopremio je pomoć u hrani i odjeći koju je francuski Caritas poslao Hrvatskoj koju je razarala velikosrpska agresija i kao posljedica te iste agresije, međunarodna gospodarska izolacija.
Poslije je bio animatorom karatea za novoutemeljeni karate klub Viškovo (1994.). 1996. je bio suutemeljiteljem borilačkog kluba Bure iz Kostrene.